# Heaven and Hell (canción de Black Sabbath)
«Heaven and Hell» es una canción del álbum Heaven and Hell del grupo de heavy metal Black Sabbath (esta alineación luego formaría el grupo Heaven and Hell). La canción fue hecha casi en su totalidad por Tony Iommi[cita requerida] pero como varias canciones de Black Sabbath se acredita a todo el grupo.
La canción a través de los años fue interpretada con varios vocalista nuevos que aparecieron en Black Sabbath como Ian Gillan, Glenn Hughes, Ray Gillen y Tony Martin. Incluso Rob Halford de Judas Priest (cuando el vocalista Ronnie James Dio se enfermó durante una gira).

## Versiones
La canción ha tenido varias versiones a través de los años entre algunos:
- Anthrax: tributo a Ronnie James Dio durante el festival Sonisphere.
- Manowar: también durante Sonisphere.
- Solitude Aeturnus: en su álbum Adagio.
- Stryper: en su álbum The Covering.
- Elis: como bonus track en su álbum Griefshire.
- Molchat Doma: para la compilación What Is This That Stands Before Me?.

## Créditos
- Ronnie James Dio – voz
- Tony Iommi – guitarra
- Geezer Butler – bajo
- Geoff Nicholls – Teclado
- Bill Ward – Batería

- Datos: Q2708123